# Changleji
Changleji (kinesiska: 常乐集乡, 常乐集) är en socken i Kina. Den ligger i provinsen Shandong, i den östra delen av landet, omkring 240 kilometer sydväst om provinshuvudstaden Jinan. Antalet invånare är 37712. Befolkningen består av 18 520 kvinnor och 19 192 män. Barn under 15 år utgör 24,0 %, vuxna 15-64 år 66 %, och äldre över 65 år 8,0 %.
Genomsnittlig årsnederbörd är 744 millimeter. Den regnigaste månaden är juli, med i genomsnitt 184 mm nederbörd, och den torraste är januari, med 5 mm nederbörd.